# Cocoa House
La Cocoa House est un gratte-ciel de 105 mètres de hauteur construit en 1965 à Ibadan, au Nigeria. Il fut le plus haut gratte-ciel d'Afrique de l'ouest avant d'être détrône par le NECOM House en 1979.
Il abrite des bureaux sur 26 étages.
C'est le seul gratte-ciel d'Ibadan et le plus haut immeuble du Nigeria en dehors de la plus grande ville du pays, Lagos.	